# Пикник (филм из 1982)
„Пикник” је југословенски кратки филм из 1982. године. Режирао га је Динко Туцаковић који је написао и сценарио.

## Улоге
| Глумац           | Улога |
| ---------------- | ----- |
| Гордана Бјелица  |       |
| Оливера Марковић |       |
| Рамиз Секић      |       |
| Боро Стјепановић |       |
| Бранко Видаковић |       |
| Јанез Врховец    |       |